# أرماندو باشا
أرماندو باشا (بالألبانية: Armando Pasha‏) (17 يناير 1991 بدراس في ألبانيا - ) هو لاعب كرة قدم ألباني في مركز الهجوم. شارك مع منتخب ألبانيا تحت 21 سنة لكرة القدم. أما مع النوادي، فقد لعب مع نادي تيوتا دورس ونادي لاتشي وFK Apolonia Fier ‏.

## وصلات خارجية
- أرماندو باشا على موقع الاتحاد الأوربي (الإنجليزية)
- أرماندو باشا على موقع قاعدة بيانات كرة القدم.إي يو (الإنجليزية)
- أرماندو باشا على موقع Soccerway.com (الإنجليزية)
- أرماندو باشا على موقع عالم كرة القدم.نت (الإنجليزية)